# Senyawe
Senyawe é uma vila localizada no distrito Nordeste em Botswana. Possuía, em 2011, uma população estimada de 1 339 habitantes.